# Cirque d’Hiver
A Cirque d’Hiver (magyarul: Téli Cirkusz) egy a téli időszakban, Párizs szívében üzemelő kőcirkusz. A Place de la République és a Place de la Bastille között helyezkedik el. A Cirque d’Hiver a világ legrégebbi fennmaradt cirkusz épülete.

Újabban a cirkuszi produkciók mellett több komolyzenei hangversenynek is otthont ad, de rendeztek itt már divatbemutatót, sportrendezvényt, könnyűzenei koncertet, politikai gyűlést, valamint színházi előadást is láthattak a nézők.

## Története

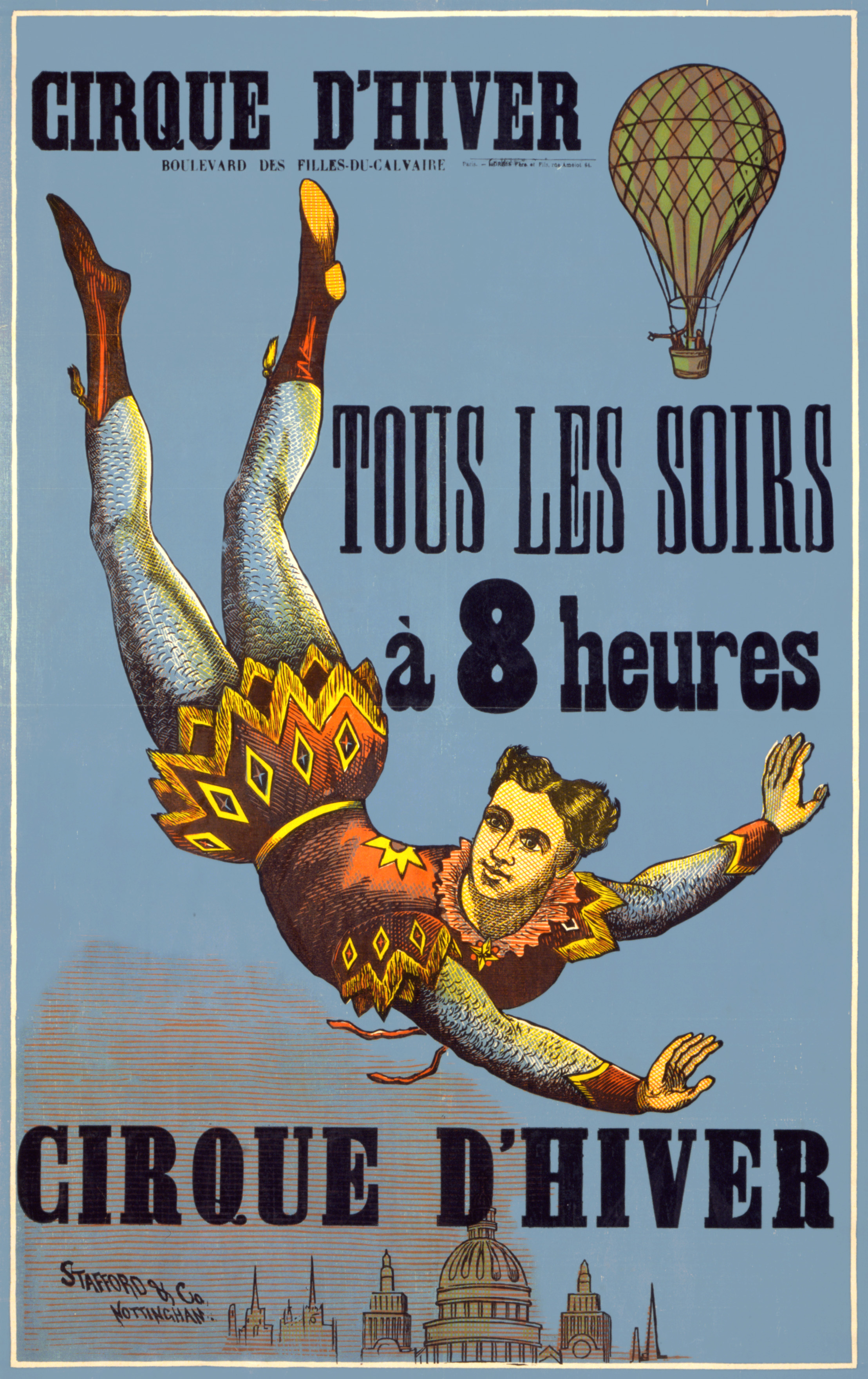
A Cirque d’Hiver plakátja (1890-1900)

A Cirque d’Hiver elődje, a Cirque Napóleon 1852. április 17-én nyitotta meg kapuit. III. Napóleon francia császárról nevezték el, mert az uralkodó maga is szívesen foglalkozott a lovakkal.
1999-ben a cirkusz vezetését a Bouglione család új generációja vette át, akik meghozták változást és a sikert. A Cirque d’Hiver csak télen tart előadásokat. Egy szezon októbertől márciusig tart, amikor hagyományos cirkuszi műsorokat láthatnak a nézők.
1977-től 1978-ig, majd 1988-tól 2006-ig minden év januárjában itt rendezték a Holnap Cirkusza Világfesztivált.
1955 augusztusában Richard Avedon a cirkusz épületében készítette a divatfotózás egyik legendás felvételét: Dovima elefántokkal című fotóján a modell Dovima volt, aki elefántok körében mutatta be Christian Dior estélyi ruháit.

## Műsorai
- Salto (1999/2000)
- Piste (2000/2001)
- Trapeze (2001/2002)
- Le Cirque (2002/2003) – a Téli Cirkusz 150. évi évfordulójának tiszteletére rendezett gálaműsor
- Voltige (2003/2004)
- Bravo (2004/2005)
- Audace (2005/2006)
- Artiste (2006/2007)
- Vertige (2007/2008)
- Etoiles (2008/2009)
- Festif (2009/2010)
- Prestige (2010/2011)
- Virtuose (2011/2012)
- Eclat (2012/2013)
- Phénoménal (2013/2014)
- Géant (2014/2015)
- Rire (2015/2016)
- Surprise (2016/2017)
- Exploit (2017/2018)
- Extra (2018/2019)

## Filmek és a Cirque d’Hiver
- 1956-ban Carol Reed itt forgatta Trapéz című filmjét.